# 週刊アスキー
週刊アスキー
- アスキー（旧社）がかつて発行していた一般雑誌。本項の「一般雑誌「週刊アスキー」」の節で解説する。
- アスキー・メディアワークス（現・KADOKAWAのブランド）が発行していたパソコン雑誌。上記の一般雑誌の休刊後に誌名を引き継いで「復刊」したもの。本項で解説する。
- 角川アスキー総合研究所が運営するウェブサイト。本項で解説する雑誌の休刊後に、『週アスPLUS』から改称して開設。

『週刊アスキー』（しゅうかんアスキー、Weekly ASCII）は、角川アスキー総合研究所が発行するパソコン雑誌。かつてはアスキー（創刊から2008年3月まで）、アスキー・メディアワークス（2008年4月から2013年9月まで）、KADOKAWA（2013年10月から2018年3月まで）が発行していた。

## 概要
毎週火曜日発売。
日本において、一般の書店で販売されるパソコン雑誌としては最初の、そして2010年当時、唯一の週刊誌であった。
『日経PC21』など同業の他のパソコン雑誌と比較すると、アキバ系向けの記事の比率が高めとなっている。
『みつえ雑記』でのヤフオク出品者晒し、『電脳なをさん』でのホームレス差別、『カオスだもんね!』でのRMT助長など、一部の購読者からの苦情が稀にある。

### 歴史
1989年10月1日（10月15日号）から1997年10月15日（11月1日号）まで毎月1・15日発行していたアスキーのパソコン雑誌である『EYE-COM』（アイコン）を1997年11月20日（12月4日号）に週刊化した際に誌名変更（当初は『週刊EYE-COM』の誌名を予定していたが、後述の一般雑誌版の休刊により変更）。号数も『EYE-COM』からの通巻で表示され、『EYE-COM』時代から引き継がれている連載も多い。
なお2004年8月31日には、『EYE-COM』時代の記事を抜粋収録した『EYE・COM 復刻版』が発売された。
2004年下半期の平均実売部数は16万2348部。
アスキー（旧社）からアスキー・メディアワークスへの移管の際に雑誌コードが変更されている。
2014年10月14日発売の同年11月25日増刊号で通算1000号を迎えた。
2015年5月26日発売の同年6月9日号（1030号）をもって印刷版（紙媒体版）は休刊。同時に公式サイトを『週刊アスキー』へ改名。6月2日発売の1031号から電子書籍版のみの発刊に移行し、「○月○日号」の表記はされなくなった。
その後も、一部の特別編集号については紙媒体での発行が行われている。2015年8月31日発売の「特別編集 ゲームに強いパソコンがわかる本」は電子書籍版と紙媒体版が共に発行された。同年11月30日発売の「特別編集 冬の超お買物特大号」は紙媒体版限定で発行された。
2018年4月1日をもって、出版元はこの日より角川アスキー総合研究所にアスキー事業が移管された事に伴い、奥付はじめ全ての名義は、この名称に統一され、公式サイトの案内もこちらのものとなる。

### 表紙について
表紙は、誌名変更から暫くはパソコン本体や周辺機器といったハードウェアが飾ることが多かったが、1999年1月7・14日合併号（226号）からは女性芸能人などをモデルとした表紙が始まった。また、漫画・アニメ・ゲーム等に登場する架空のキャラクターが表紙を飾ることがある。東日本大震災直後の2011年3月22日発売の同年4月5日号（826号）の表紙は、真っ白な背景にハートと「Pray for...」というメッセージが記されたシンプルなものになった。

### 秋葉原限定版
秋葉原のPCショップやホビーショップ等で配布される月刊のフリーペーパー。独自の記事と秋葉原のショップ情報で構成される。2013年7月下旬配布の8月号から2016年3月下旬配布の4月号までは「電撃ASCII秋葉原限定版」と名称を変更していたが、翌月配布の5月号より誌名が「週刊アスキー秋葉原限定版」に戻った。

### 公式サイト
独自の記事や連載も掲載。印刷版（紙媒体版）が休刊する前は週アスPLUSというサイト名だった。

## 一般雑誌『週刊アスキー』
1997年5月26日に同年の6月2日号として、アスキー初の一般雑誌『週刊アスキー』を創刊。創刊号の表紙は松たか子だった（両面とも）。
毎週月曜日発売。30代のビジネスマンをメインターゲットとしていた。創刊号は定価350円で、40万部を発行。編集長に、元『SPA!』編集長の渡邊直樹を迎えた。
両面表紙仕様の雑誌で、右の表紙から開くと横書きのページ、左の表紙から開くと縦書きのページを読む事ができるという画期的な作りで大きな話題になったが、創刊早々から売り上げは低迷。その後も不振続きで同年9月29日発売号（10月6日号）で休刊。
尚この一般雑誌版は、同社では現在の週刊アスキーと区別するために『初代・週刊アスキー』と呼んでいる。

## 主な連載

### 現在連載中
漫画
- いちマルはち（著者：上野顕太郎）
- 我々は猫である（著者：ゆきひろゆき）
- 日常の量り売り（著者：寺島令子）

随筆
- 仮想報道（著者：歌田明弘）
- 神は雲の中にあらわれる（著者：遠藤諭）
- 西海岸から見る"it"トレンド（著者：松村太郎）
- NeXT完全予想

レビュー
- WAMテストレポート（様々な著名人があらゆるグッズを使用し、使い心地などをレポートしていくコーナー）

その他
- 今週のベストバイ（筆者が一押しする商品を筆者自らが紹介するコーナー）
- ネット早耳かわら版（毎回注目のウェブサイトを紹介するコーナー）
- 解決 LINE駆け込み寺
- JavaScriptの部屋
- オヤジホビー
- 恥よ！墓へ！

### 連載終了
漫画
- ハニカム（著者：桂明日香）
- わくらばん（著者：桂明日香）
- レディ・ハニカム（著者：桂明日香）
- キュン死に寸前!（著者：北別府ニカ、八雲あゆ）
- みちゅえ日記（最初の題名は「ぱそこんのみつえちゃん」で、後に改名を何度か繰り返した）（著者：青木光恵）
- 花のアンドロイド学園　（著者：加山紀章）
- ひみつのアンドロイド花劇団　（著者：加山紀章）
- パーツのぱ（著者：藤堂あきと）
- イコとナセミのドキドキアドベンチャー（著者：藤堂あきと）
- 電脳なをさん（著者：唐沢なをき）※電子書籍版には収録されてない。
- ゲイツちゃん（著者：桜玉吉）
- ドロイどん（著者：おちよしひこ）※誌上では「越智善彦」名義で連載。
- 彼とカレット。（著者：tugeneko）
- カオスだもんね! → カオスだもんね!PLUS（著者：水口幸広）※『EYE-COM』時代から連載
- ど根性ガエルの娘（著者：大月悠祐子）※Web連載。ヤングアニマルDensi(白泉社)に移籍。単行本は全1巻だが移籍に伴い絶版

小説
- 記憶の食卓（著者：牧野修）
- チャット隠れ鬼（著者：山口雅也）
- 電気サーカス（著者：唐辺葉介/挿絵：トミイマサコ）
- 竹熊の野望（著者：竹熊健太郎、スタパ斎藤）
- なれる!SE  (著者 : 夏川公司／挿絵 : lxy）

随筆
- だってサルなんだもん（著者：いしかわじゅん）
- 岡田斗司夫お買物日記 ま、金ならあるし（著者：岡田斗司夫）[注釈 4]
- まったく、競走馬は最高だぜ!（著者：蒼山サグ）
- 近未来日記（著者：岡田斗司夫）[注釈 4]
- （株）バーグハンバーグバーグの社史汁（著者：シモダテツヤ）
- 今週のデジゴト（著者：山崎浩一）
- 樋口真嗣 暮しの手帖（著者：樋口真嗣）

レビュー
- 物欲番長（著者：スタパ齋藤）
- 週アス デジギア図鑑（パソコンなどのデジタル機器に使われている部品の中身がどうなっているのかを、イラストで解説するコーナー）

その他
- 週刊アスキー アイドル部（毎回様々なアイドルグループの活躍を紹介するコーナー）
- WEB 0.2（大喜利コーナー）
- 小林オニキスのボカロPですが何か?（著者：小林オニキス）※ボーカロイドを使って音楽を作る通称・ボカロPである筆者が、様々なボーカロイドクリエイター達と対談をするコーナー。
- ホリエモンのコレいいかも!（著者：堀江貴文）※タイトル変更前は「堀江貴文のJAILぶれいく」
- 中の人特捜部（ネットで話題になっているサービスや事柄を紹介するコーナー）
- 東京トホホ会（著者：金井哲夫/挿絵イラスト：宇佐美月子）※読者から寄せられるパソコンでのトラブル体験談を元に展開していくコーナー。『EYE-COM』時代の1994年に連載開始
- AppBankでございます（AppBankのマミルトンがiPhoneアプリを紹介するコーナー）
- え、それってどういうこと?（進藤晶子、速水健朗などが各界の著名人と対談）

## 主な事件

### カオスだもんね!「RMTの虎」事件
水口幸広『カオスだもんね!』528回「RMTの虎」にてRMT業者への取材によってのみ構成されており、ゲーム管理者側の立場や主張、RMTが多くのゲームで規約違反行為とされている事に関しての言及がほとんど見られず、解釈によってはRMT行為を推奨しているとも取れる内容になっていた。この記事によって最たる被害を受けたエヌ・シー・ジャパンは、アスキーとカオスに対して遺憾の意を表する文書を、本編中に名指しで挙げられた『リネージュII』の公式サイトで公開した。
アスキーはゲーム管理会社の他、『リネージュII』のプレイヤーはもとより、他のゲームでRMT行為による混乱に遭遇したことからRMTを批判する立場を取っているオンラインゲームプレイヤーたちからも厳しい批判を受け、編集長・宮野友彦の名義で謝罪文を掲載し、RMTに関する諸問題を真剣に考える企画記事を3回に渡り掲載した。
なお、『カオスだもんね!』は、従来よりカオススタッフがレポートをしたやりとりを基に漫画にするという形式をとっており、特に1社インタビューの場合は、相手の話した内容をさらに検証するといったことは基本的に行っていない。

## 姉妹誌
- 月刊アスキー
- アスキー・ドットPC